# Trois maris pour une femme
Pour les articles homonymes, voir Le Mirage.
Pour plus de détails, voir Fiche technique et Distribution.
Trois maris pour une femme (titre original : In Pursuit of Polly) est un film muet américain réalisé par Chester Withey et sorti en 1918.
Cette comédie dramatique, produite par la Famous Players-Lasky Corporation, a été tournée à Oyster Bay, à l'est du comté de Nassau, sur Long Island, avec pour principaux interprètes Billie Burke et Thomas Meighan. Ce film est actuellement considéré comme perdu.

## Synopsis
Polly Marsden est sommée par son père, Buck Marsden, de choisir parmi ses trois prétendants et décide de régler son choix par une course à pied. Ayant une heure d'avance sur les autres coureurs,  elle donnera sa main au premier qui la rattrapera. Hélas, essayant d'échapper à ses poursuivants, elle est prise à tort pour la complice d'un espion allemand. Lorsque les trois prétendants l'attrapent enfin, ils découvrent avec stupéfaction que son cœur et sa main ont été gagnés par l'agent des services secrets Colby Mason.

## Fiche technique
- Titre original : In Pursuit of Polly
- Titre français : Trois maris pour une femme[1],[2],[3]
- Réalisation : Chester Withey
- Scénario : Eve Unsell, Izola Forrester, Mann Page
- Photographie : William Marshall
- Société de production : Famous Players-Lasky Corporation
- Société de distribution : Paramount Pictures (États-Unis)) ; Pathé Consortium Cinéma (France)
- Pays de production :  États-Unis
- Langue : film muet avec les intertitres en anglais
- Format : Noir et blanc — 35 mm — 1,33:1 — Muet
- Genre : Comédie dramatique
- Durée : 50 minutes (0 h 50)
- Dates de sortie : 
  - États-Unis : 1er septembre 1918
  - France : 25 août 1922[1]

## Distribution
- Billie Burke : Polly Marsden
- Thomas Meighan : Colby Mason
- Frank Losee : Buck Marsden
- A.J. Herbert : Talbot Sturgis
- William B. Davidson : Larry O'Malley
- Alfred Hickman : O'Leary
- Ben Deeley : Emile Kremer